# Mount Mangin, Kanada
Mount Mangin är ett berg i Kanada.   Det ligger på gränsen mellan Alberta och British Columbia, i den västra delen av landet, 3 000 km väster om huvudstaden Ottawa. Toppen på Mount Mangin är 3 065 meter över havet.
Terrängen runt Mount Mangin är huvudsakligen bergig, men åt sydväst är den kuperad.Trakten runt Mount Mangin är nära nog obefolkad, med mindre än två invånare per kvadratkilometer.. Det finns inga samhällen i närheten. 
Trakten runt Mount Mangin består i huvudsak av gräsmarker.